# Layer Four Traceroute
Layer Four Traceroute (LFT) ist eine schnelle, multiprotokoll-fähige Traceroute-Variante, die zahlreiche andere Features implementiert, wie z. B.  AS-Nummern-Suche durch  Regional Internet Registries und andere verlässliche Quellen,  Loose Source Routing, Firewall- und Loadbalancer-Erkennung etc. LFT ist am besten für seine Nutzung bekannt, um eine Route zum Ziel-Host durch vielerlei Paket-Filter oder  Firewalls zu verfolgen, um Verbindungs-, Performance- oder Latenz-Probleme zu erkennen.

## Funktionsweise
LFT sendet verschiedene TCP SYN- und FIN-Pakete (im Unterschied zu Van Jacobsons UDP basierender Methode) oder UDP-Pakete, die das IP-Protokoll time to live (TTL) Feld nutzen und versucht eine ICMP TIME_EXCEEDED-Antwort von jedem Gateway dem Pfad entlang zum Ziel-Host zu ergattern. LFT verarbeitet nebenbei auch verschiedene TCP-, UDP- und ICMP-Pakete, um protokollbasierende Routing Statistiken zu ermitteln. LFT kann verschiedene Informationen abfragen über die Netzwerke, die es durchquert. Die LFT-Funktionen sind im Detail in einigen bedeutenden Security-Büchern beschrieben.

## Herkunft
LFT erschien 1998 als 'fft'. Es wurde wegen Verwechslungsgefahr mit der  schnellen Fourier-Transformation (englisch: Fast Fourier Transformation) umbenannt. LFT steht für 'layer four traceroute', wird jedoch oft als 'layer four trace' abgekürzt.